# Ubaldo Arata
Ubaldo Giacomo Tommaso Arata (Ovada, 23 marzo 1895 – Roma, 7 dicembre 1947) è stato un direttore della fotografia e operatore cinematografico italiano.
Dal periodo del cinema muto fino all'inizio del neorealismo ha collaborato alla realizzazione di più di cento film. È ricordato soprattutto per aver curato le riprese e la fotografia di Roma città aperta, il celebre film di Roberto Rossellini.

## Biografia

### A Torino nella capitale del cinema muto

Una scena de Il matrimonio di Olimpia

Ubaldo Arata nasce a Ovada, in provincia di Alessandria, il 23 marzo del 1895 da Marco e Concetta Maria Aprile, una coppia di domestici che lavora alle dipendenze del magistrato Giacomo Giuseppe Costa, ovadese d'adozione e Ministro di grazia e giustizia di Umberto I.

Roberto Roberti nel 1918

Non senza sacrifici la famiglia Arata decide di far proseguire gli studi al giovane Ubaldo a Torino, città che verrà, in seguito, riconosciuta come capitale del cinema muto, a testimonianza della secolare passione, nata proprio in quegli anni, che unisce ancora oggi il capoluogo piemontese al mondo della celluloide. Passione che ha certamente colpito anche il giovane studente ovadese, già appassionato di fotografia, tanto da aspirare a diventarne un protagonista.
Come ricorda lui stesso, in un articolo autobiografico pubblicato nel 1934, la possibilità gli viene data da Roberto Roberti, nome d'arte con cui lavora il regista Vincenzo Leone. È quindi grazie al futuro padre di Sergio Leone che il giovane Arata inizia la carriera di apprendista operatore presso la Aquila Film, una delle tante piccole case cinematografiche nate in quegli anni a Torino.
Da apprendista collabora ad un numero imprecisato di pellicole nelle quali il suo nome non risulta. Nel 1915 diventa operatore effettivo e nel 1918, con la Itala Film, sotto la direzione di Gero Zambuto, gira il suo primo film come operatore primario: Il matrimonio di Olimpia con una delle grandi dive italiane del cinema muto Italia Almirante Manzini, attrice che l'operatore piemontese inquadrerà anche in altri film.
Tra il 1919 e il 1925, con la Fert e l'Alba Film di Enrico Fiori, Arata gira una ventina di lungometraggi con i maggiori registi italiani del momento come Augusto Genina, Gennaro Righelli e Mario Almirante. Nel 1925 la Fert entra in crisi e viene rilevata dalla SASP, la casa di produzione dell'imprenditore genovese Stefano Pittaluga già socio di Enrico Fiori, alla quale l'operatore si lega contrattualmente.

Per uscire dalla crisi la SASP punta inizialmente su una produzione popolare e sull'unico filone ancora di successo, quello di Maciste interpretato da Bartolomeo Pagano. Arata, con Massimo Terzano, cura la fotografia di Maciste all'inferno.

Bartolomeo Pagano in Maciste all'inferno

 Per girare Transatlantico, regia di Gennaro Righelli, si trasferisce invece in Germania, dove la produzione cinematografica e l'innovazione tecnica è seconda solo a quella di Hollywood, arricchendo così la propria esperienza personale. Alla trasferta si unisce anche un giovanissimo Sergio Amidei, che vent'anni dopo sarà ancora al fianco di Arata in Roma città aperta.
Rientrato in Italia, l'operatore ovadese collabora alle altre produzioni di Pittaluga, opere anche ambiziose, come Beatrice Cenci o I martiri d'Italia. La SASP intanto, nell'ottobre del 1926, assorbe la concorrente Unione cinematografica italiana, il consorzio, in crisi da qualche anno, che riunisce le più importanti case di produzione italiane, come la Cines, la Caesar, l'Itala, l'Ambrosio. È l'ultima mossa dell'ascesa irresistibile di Stefano Pittaluga, unico imprenditore in possesso di una mentalità moderna e di una lucida consapevolezza dei problemi dell'industria e del mercato.
Verso la fine degli anni venti Pittaluga, forte anche degli accordi con le maggiori case cinematografiche americane per la distribuzione in Italia, è forse il primo ad intuire che il cinema è a un passo da una grande rivoluzione, che il film muto lascerà posto in brevissimo tempo al film cantato e parlante. Agli inizi del 1929, stipulando un contratto con la Western Electric, inizia a dotare le sue sale cinematografiche di impianti per la riproduzione sonora.
Il cantante di jazz, film sonoro della Warner Bros. uscito negli USA nel 1927, è presentato al Supercinema di Roma il 19 aprile 1929 con enorme successo sia di pubblico che di critica. Per Pittaluga è la conferma che le sue intuizioni erano giuste, che è giunta l'ora anche per l'Italia di iniziare la produzione di film sonori. Decide quindi di ristrutturare gli studi della Cines di via Vejo a Roma passati alla SASP con l'acquisizione dell'UCI.

Con la produzione Pittaluga momentaneamente ferma, Arata, i cui ultimi lavori risalgono all'anno prima (Gli ultimi zar e Giuditta e Oloferne) accetta un contratto di lavoro a Berlino come operatore al fianco del regista Viktor Turžanskij. Il film, prodotto dall'UFA, è Manolescu – Der König der Hochstapler (Manolescu in Italia), con Brigitte Helm, la protagonista di Metropolis. 
Arata collabora alla fotografia al fianco di Carl Hoffmann, uno dei protagonisti della stagione più entusiasmante dell'espressionismo tedesco, operatore di Lang (Il dottor Mabuse, I nibelunghi) e di Murnau (Faust). A questa esperienza Arata si ispira, qualche mese dopo, per la fotografia di Rotaie di Camerini, film che risente, nella prima parte, dell'influenza del Kammerspiel. Il critico cinematografico Enrico Roma, dalle pagine di Cinema Illustrazione, giudica la fotografia di Arata: « [...] costituisce da sola un godimento squisito, tanto è ricca di toni caldi, di luminosità, di giochi di luci ed ombre, raggiungendo, spesso, effetti bellissimi». Un giudizio più contemporaneo è che l'operatore sia riuscito a reinterpretare in chiave intimista il gusto tedesco per i contrasti fortemente drammatici.
Rotaie uscirà solo nel 1931 in una versione sonorizzata, ma è considerata un'opera di confine che, assieme a Sole di Blasetti, conclude il periodo del muto e già si può porre all'inizio di una nuova fase della storia del cinema italiano.

### Il sonoro e lo "stile" Cines

#### La gestione Pittaluga
(Ludovico Toeplitz)
Nei primi mesi del 1930, mentre i lavori di riammodernamento degli studi Cines non sono ancora del tutto ultimati, Arata è già impegnato nei primi esperimenti sul sonoro, come ricorderà in seguito Leopoldo Rosi, tecnico del reparto sonoro: « [...] si fecero le prime esperienze: la prima fu una ninna nanna di Spadaro,[...] gli operatori furono Arata, Terzano e Montuori. Non venne bene: gli operatori inquadrarono anche noi, c'era troppa luce entro le cabine di ripresa [...]». Una delle prime mosse di Pittaluga è quindi di mettere sotto contratto esclusivo, per averne una collaborazione a tempo pieno, i migliori operatori presenti su piazza. Fanno parte della squadra Cines: Ubaldo Arata, Massimo Terzano, Anchise Brizzi e Carlo Montuori. Da soli o con la collaborazione di nomi meno celebri (Domenico Scala, Beniamino Fossati, Giulio De Luca), sono loro che firmano la fotografia di gran parte della produzione Cines-Pittaluga.

Durante la lavorazione de La canzone dell'amore

Gli studi Cines-Pittaluga di via Vejo vengono inaugurati il 23 maggio 1930 alla presenza del ministro Giuseppe Bottai.

Nel corso della visita al rinnovato stabilimento vengono proiettate le prime pellicole sonore già edite dalla Cines tra cui la già citata ninna nanna dal titolo definito Ninna nanna delle dodici mamme. Inoltre è distribuito il programma di produzione, che verrà poi più volte riveduto e corretto. Molti dei soggetti annunciati non verranno mai realizzati (ne citiamo alcuni: Figlia di Re, Monte Grappa, Falchi armati, Navi, Ave Maria, La cantante dell'opera). È invece Napoli che canta la prima produzione della nuova Cines: è però solo la sonorizzazione di Addio, mia bella Napoli, un film Fert del 1927 girato muto da Mario Almirante, fotografato da Arata e Terzano e mai uscito nelle sale. Viene trasformato in diverse scene e sincronizzato con le migliori musiche napoletane dirette da Ernesto Tagliaferri.
Correzioni al programma di produzione Cines, attraverso il capo ufficio stampa Umberto Paradisi, tra giugno e settembre del 1930 coinvolgono anche Resurrectio di Blasetti che, annunciato come il «primo film sonoro, parlato e cantato della Cines», scompare improvvisamente dalla pubblicità e dai listini (uscirà addirittura il 30 maggio 1931), mentre La canzone dell'amore (che fino all'agosto del 1930 porta ancora il titolo provvisorio de Il silenzio) diventa nel giro di un mese il primo film sonoro italiano. È ancora la coppia formata da Ubaldo Arata e Massimo Terzano a fotografare il primo film della nuova Cines, diretto da Gennaro Righelli, subito seguito da Corte d'Assise per la regia di Guido Brignone, e dalle produzioni Cortile e Medico per forza interpretate da Ettore Petrolini per la regia di Carlo Campogalliani proiettate abbinate nelle sale nel 1931.
La produzione italiana di questo periodo, tutta targata Cines, sotto la direzione di Pittaluga è soprattutto popolare: commedie, film musicali e operistici, melodrammi, quasi sempre di derivazione letteraria o teatrale. Arata firma la fotografia del dramma Il solitario della montagna per la regia di Wladimiro De Liguoro; due commedie del "re del teatro di varietà" Armando Falconi: Rubacuori e L'ultima avventura; il grottesco Paradiso diretto da Guido Brignone; i melodrammi Pergolesi e La Wally. Di quest'ultima opera, girata sulle Alpi svizzere, un incidente durante le riprese è ricordato dall'Arata: «Le emozioni alpine è stato invece il film "La Wally" a darmele, a causa di quella valanga che si staccò dalla Jungfrau quasi a protestare contro il nostro tentativo di violazione dei vergini silenzi, delle vette e delle distese delle Alpi». All'episodio viene anche dedicata la copertina dell'Illustrazione del Popolo, il supplemento della Gazzetta del Popolo dove figura il disegno di Aldo Molinari con la seguente didascalia: «Una drammatica disavventura cinematografica hanno corso Guido Brignone e l'operatore Arata della Cines a causa di una valanga artificiale troppo violenta che li ha travolti per alcune centinaia di metri».

#### "L'era Cecchi"

Da Cantieri dell'Adriatico di Umberto Barbaro, 1933

Con la prematura scomparsa di Pittaluga (5 aprile 1931) e un breve periodo di transizione, la direzione della produzione, dall'aprile 1932, passa a Emilio Cecchi, scrittore e critico cinematografico (e padre di Suso Cecchi D'Amico). Nei diciotto mesi di gestione, Cecchi riesce ad accostare alla produzione di genere il film d'arte, coinvolgendo scrittori, intellettuali, pittori e musicisti. Viene incentivato anche il settore documentaristico. Il progetto fa parte della ricerca di nuovo stile (lo stile Cines) che porti ad un possibile rinnovamento del cinema italiano (chiamato in quel periodo rinascita). Cecchi pensa che la sceneggiatura e il documentario siano i settori cruciali per la creazione di questo stile, dove entrano in gioco quelli che egli considera i punti deboli del cinema italiano: l'osservazione della realtà e la capacità di racconto. Un progetto definito e mirato, destinato anche ad offrire ai giovani registi il banco di prova per sperimentarsi con la macchina da presa prima di passare al lungometraggio.
Nella stagione 1932-33 nasce così una serie numerata di diciotto cortometraggi. Arata collabora a sei di essi: Assisi di Blasetti, Fori imperiali di Vergano, Cantieri dell'Adriatico di Barbaro, Zara di Perilli, Miniere di Cogne - Val d'Aosta di Elter e Il ventre della città di Di Cocco. Quest'ultimo è ritenuto dal critico Umberto Barbaro: «Uno dei migliori documentari italiani, se non il migliore [...] . La bella fotografia e il paesaggio da un quadro all'altro determinato da felici analogie formali e di tono fotografico, la scelta sapiente del materiale visivo fanno di questo film un piccolo gioiello». È un racconto visivo, privo di commento sonoro, sulla produzione e la distribuzione dei prodotti alimentari a Roma, girato usando anche il metodo "candid" dell'allora nascente fotogiornalismo: le immagini del mattatoio e alcune sequenze del mercato sono girate di nascosto con una cinepresa portatile di costruzione tedesca. Questa esperienza tornerà utile all'Arata per le riprese di Roma città aperta dove Rossellini utilizza gli effetti derivanti dall'impiego della macchina a mano (una piccola cinepresa da reporter di guerra).
I lungometraggi fotografati da Arata durante "l'era Cecchi" sono quattro: La maestrina, T'amerò sempre, Cento di questi giorni e Al buio insieme. Di particolare interesse è il T'amerò sempre di Mario Camerini, film figurativamente vicino al gusto delle pellicole tedesche della Nuova oggettività.

#### La crisi, le produzioni indipendenti e l'incendio
(Max Ophüls)
La Cines entra in crisi nel 1934, il bilancio è in passivo e i nuovi dirigenti cercano vie d'uscita (il successore di Cecchi è l'avvocato Paolo Giordani, un noto impresario teatrale). Una prima soluzione è quella di produrre cercando in «compartecipazione, guidata dal principio giustissimo di dividere con altri il rischio di buona parte della produzione futura e quindi delle spese di conduzione degli stabilimenti». Tra il settembre 1933 e il maggio 1934 nascono così coproduzioni con la SAPF di Angelo Besozzi e Liborio Capitani o con la SIC di Pio Vanzi (tutte e due le società non supereranno i due anni di vita). Su otto film coprodotti, Arata collabora a tre di essi: Il presidente della Ba. Ce. Cre. Mi. una commedia diretta da Gennaro Righelli, Oggi sposi girato però negli studi della Caesar per la regia di Guido Brignone, e Melodramma interpretato da Elsa Merlini e Renato Cialente per la regia di Giorgio Simonelli e Robert Land.

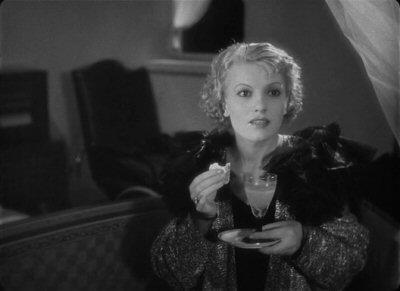
Il fascino di Isa Miranda esaltato dalla luce di Arata ne La signora di tutti di Max Ophüls, 1935

La crisi della Cines è anche documentata dalla risposta di Arata in una corrispondenza privata con un suo concittadino in cerca di lavoro come scenografo: « [...] attualmente Roma in tema di cinematografia sta passando una crisi che non si sa ancora quale sarà la soluzione. Alla Cines siamo tutti tra coloro che son sospesi, da qualche tempo, tutti i giorni stanno licenziando personale, di tutte le categorie, il lavoro è sospeso per tutti da qualche tempo anche per noi vecchi tecnici dello stabilimento non siamo ancora in grado di sapere quale sarà la nostra sorte».

Nel biennio 1934-35 l'amministrazione decide di sospendere la produzione e di affittare agli indipendenti studi, macchinari e personale. Film come Aldebaran, Passaporto rosso e La signora di tutti verranno girati negli studi di via Vejo con personale Cines. La fotografia di Aldebaran, realizzata da Arata in coppia con Massimo Terzano, è particolarmente interessante perché riesce a seguire le esigenze narrative di Blasetti: l'immagine sobria per il dramma borghese, una parentesi esotica con un locale equivoco che ricorda più la Casablanca hollywoodiana che l'Africa, una parte semidocumentaristica che introduce alla vita sulle navi della Regia Marina e, infine, il dramma del sottomarino.
Se Passaporto rosso di Brignone è l'esaltazione dell'opera degli italiani all'estero, Arata sceglie una luce che non va mai sopra le righe. Luce che invece, ne La signora di tutti, risalta il fascino della protagonista (Gaby Doriot/Miranda) ma sempre in modo naturale, senza rinunciare alla luce drammatica che la vicenda richiede. Max Ophüls, il regista, rimarrà tanto positivamente colpito dal lavoro dell'Arata che cercherà, senza successo, di portarlo con sé in Francia. Certo è, che se c'è crisi in via Vejo l'operatore piemontese sembra non risentirne. Il de profundis invece per la Cines è l'incendio scoppiato nella notte tra il 25 e il 26 settembre 1935. Gli stabilimenti di via Vejo vengono parzialmente distrutti: non verranno più riaperti e saranno demoliti poco dopo.

### Cinecittà e il cinema di regime
(Evi Maltagliati)

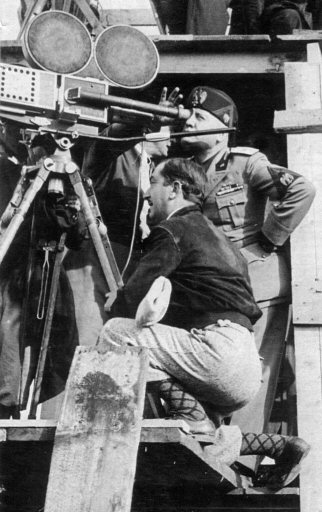
dicembre 1936. Visita di Benito Mussolini al set di Scipione l'Africano. In primo piano, accucciato, si può riconoscere Ubaldo Arata

Dalle ceneri della Cines nasce Cinecittà: il rogo dei teatri della Cines (26 settembre 1935) e la posa della prima pietra di Cinecittà (29 gennaio 1936) sono ancora oggi fonte di discussione tra gli storici di cinema. L'origine dolosa dell'incendio non è mai stata provata, ma come tutti gli affari edilizi resi possibili da poco chiari eventi devastanti, tra i quali il più gettonato è senza dubbio l'incendio, anche in questo caso i misteri e i dubbi sono molti.
Arata, a Cinecittà, è chiamato insieme ad Anchise Brizzi per la fotografia di Scipione l'Africano diretto da Carmine Gallone, il celebre kolossal di propaganda nato nel duplice intento di celebrare Benito Mussolini e l'Italia fascista attraverso la figura del celebre condottiero romano. La pellicola fallirà entrambi gli obiettivi: l'accoglienza critica sarà tutt'altro che laudatoria e l'impatto sul pubblico è nettamente inferiore alle attese e al clamore delle cronache dell'epoca.
Un'altra produzione giudicata dagli storici "di propaganda" a cui Arata partecipa è Luciano Serra pilota. Diretto da Goffredo Alessandrini con la supervisione di Vittorio Mussolini, la vicenda presenta l'asso del volo Luciano Serra in un arco temporale compreso tra le incertezze del primo dopoguerra, le speranze di un successo oltremare (un viaggio in America del Sud e il tentativo di distinguersi in un'impresa eccezionale come la trasvolata atlantica, che ricorda quella di Italo Balbo) e l'eroico riscatto finale nella guerra d'Etiopia in cui il protagonista, arruolatosi come semplice legionario, salva a prezzo della sua stessa vita il figlio e la patria. Nonostante sia a tutti gli effetti un'opera fascista il film è costruito sul modello del genere eroico-avventuroso americano e si differenzia da Scipione l'Africano perché riesce a produrre una forte identificazione dello spettatore. Inoltre è difficile sovrapporre pienamente l'immagine di Luciano, eroe mancato velleitario ed individualista, con il modello virile ufficiale e disciplinato del regime. Un successo al botteghino e sarà campione d'incassi degli anni 1938-1940.
Girato a Cinecittà e in esterni nell'allora Africa Orientale Italiana, in gran parte nelle vicinanze di Agordat. Fanno parte della spedizione anche un giovanissimo Roberto Rossellini e Aldo Tonti. Rossellini, che ha partecipato alla sceneggiatura, è alla sua prima esperienza da assistente: avrà la mansione di regista della seconda unità. Mentre Arata lavora con Alessandrini, Rossellini gira con Renato Del Frate. L'assistente Aldo Tonti, futuro direttore della fotografia di Ossessione e Nastro d'argento nel 1961, ricorda che, per colpa dei continui attriti tra Alessandrini e l'organizzazione generale (nella persona di Franco Riganti), la troupe praticamente si divise in due partiti ed «avveniva che le due unità africane, le quali avrebbero dovuto, ovviamente, girare scene diverse, giravano scene pressoché identiche».

### La Scalera
(Rossano Brazzi)
Nel marzo del 1938 nasce una nuova casa di produzione: la Scalera Film. È fondata dai fratelli Scalera, Salvatore e Michele, dietro suggerimento di Mussolini che gli prospetta un buon affare, anticipando loro le oramai prossime leggi sull'incremento produttivo (la cosiddetta "Legge Alfieri") che concedeva robusti finanziamenti alle produzioni nazionali, e quella sul monopolio, una legge che di fatto bloccava in gran parte l'importazione della cinematografìa estera (soprattutto americana) favorendo una più ampia produzione di film italiani. Mussolini, interessato al decollo di Cinecittà e all'esplosione autarchica di questa nuova industria, ha bisogno urgente di coinvolgere imprenditori per farli investire nella cinematografia. I napoletani Salvatore e Michele Scalera, insieme al fratello Carlo, sono costruttori edili, i più attivi nell'edilizia civile a Napoli e a Roma, e, soprattutto, i principali destinatari degli appalti del regime: costruzioni di aeroporti civili e militari, realizzazione delle più importanti opere stradali dell'Impero (come la Asmara-Massaua in Eritrea e la litoranea Tripoli-Bengasi in Libia).

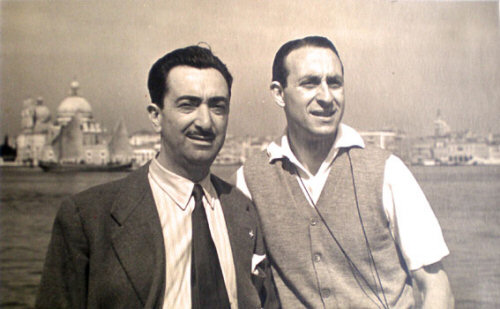
Ubaldo Arata e l'operatore Romolo Garroni a Venezia durante una pausa de I due Foscari

Dovendo e volendo rimpiazzare la produzione hollywoodiana allontanata dal monopolio, la Scalera adotterà in modo programmatico, unica casa italiana, lo studio system americano. Viene creata una casa di distribuzione e vengono rilevati gli studi della Caesar Film. Attori, registi e tecnici verranno messi sotto contratto esclusivo. Fra i direttori della fotografia entra alla Scalera anche Ubaldo Arata. Mario Bava, il maestro del cinema horror italiano in quel periodo operatore, ricorda che: «La Scalera dette il via al cinema italiano vero. Si incominciò a spargere la voce per Roma che Terzano, Brizzi, Arata e Montuori, i grandi operatori, venivano presi a quattordicimila lire al mese [...]». È certamente una testimonianza "per sentito dire", ma è una cifra che oggi si aggirerebbe intorno agli 11.800 €.
A parte L'argine di Corrado D'Errico, un film già in lavorazione, rilevato dalla Scalera da un progetto del Consorzio Adriatico, una piccola società fondata e subito sciolta dal commediografo Rino Alessi, la prima vera produzione è Jeanne Doré che Arata fotografa insieme a Otello Martelli, futuro direttore della fotografia di Paisà e di Riso amaro.
La Scalera cercherà un suo stile e un'immagine da casa "internazionale", trionfo dell'estetica da studio, uno stile teatral-letterario, lussuoso, artificioso. Sarà anche la casa che maggiormente sosterrà l'incremento della produzione italiana del periodo: 6 film prodotti nel 1938, 8 nel '39, 10 nel '40, 9 nel '41, 13 nel '42. Numerose saranno anche le coproduzioni internazionali, specialmente con la Francia, girate in Italia con registi stranieri e a volte con un cast misto. Con questa produttività e la penuria di direttori della fotografia, i "senatori" Terzano, Gallea, Brizzi, Montuori e Arata furono chiamati a svolgere un superlavoro, al quale però alcuni si sottrassero in nome del bisogno di curare fino in fondo la fotografia delle produzioni più importanti e prestigiose. È la scelta di Arata che si occuperà quasi esclusivamente dei film di coproduzione che ambiscono a competere col glamour internazionale.
Nel 1939 usciranno pellicole fotografate da Arata come Papà Lebonnard per la regia del francese Jean de Limur o come Ultima giovinezza diretto da un altro francese: Jeff Musso. Con questo film, ad Arata, verrà assegnato il Premio per la miglior fotografia alla 7ª Mostra internazionale d'arte cinematografica di Venezia. Un'altra coproduzione italo-francese fotografata da Arata sarà Rosa di sangue per la regia di Jean Choux, un film che avrà molto successo al botteghino. Accanto alle coproduzioni, anche qualche produzione interamente italiana: Processo e morte di Socrate di Corrado D'Errico tratto dai dialoghi platonici con Ermete Zacconi, Il ponte di vetro un dramma "borghese" di Goffredo Alessandrini, Arriviamo noi! di Amleto Palermi un «romanzetto tra il sentimentale e il buffonesco», La donna perduta tratto da un'operetta di Guglielmo Zorzi e Guglielmo Giannini per la regia di Domenico Gambino.

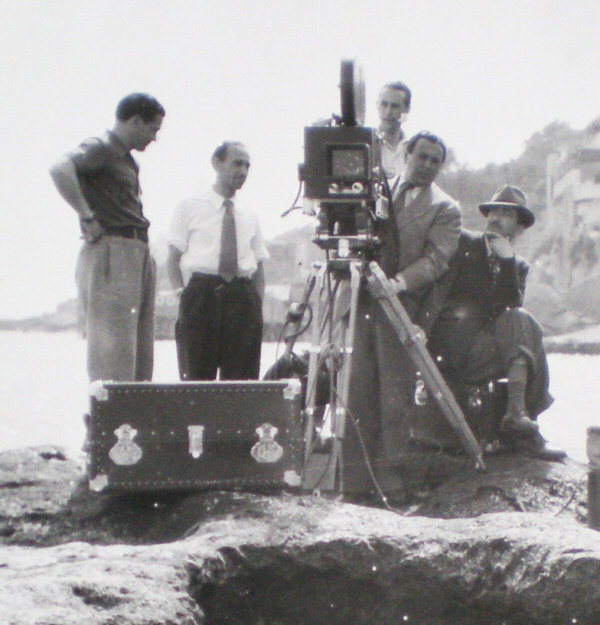
Ubaldo Arata (l'ultimo da sinistra, seduto) sul set de I due Foscari

Nella primavera del 1940 Vittorio Mussolini, in qualità di presidente della Era Film una società partner della Scalera, riesce a far venire a Roma il regista francese Jean Renoir per girare una versione cinematografica di Tosca. La sua presenza in Italia, dove terrà anche dei corsi di regia al Centro sperimentale di cinematografia, coinvolge anche la politica: «Gli italiani non erano ancora entrati in guerra e il governo francese era pronto a fare tutto il possibile per ottenere la neutralità dei suoi vicini indecisi». Con Arata alla fotografia, il regista si assicura la collaborazione del suo amico tedesco Carl Koch e dell'italiano Luchino Visconti, che conosce da qualche anno. Renoir però girerà solo alcune scene notturne a palazzo Farnese, la situazione politica precipita verso l'entrata in guerra dell'Italia e un'aggressione fisica allo stesso Renoir consigliano il regista ad abbandonare il set. Il film Tosca, che uscirà nel 1941, sarà ultimato da Carl Koch assistito da Visconti.
Dello stesso periodo e fotografati da Arata sono anche: Una signora dell'Ovest un film che può essere considerato uno spaghetti western ante litteram e diretto dello stesso Koch, Il re si diverte una versione cinematografica della storia di Rigoletto per la regia di Mario Bonnard, È caduta una donna un dramma con Isa Miranda diretta dal marito Alfredo Guarini, Perdizione di Carlo Campogalliani e I due Foscari girato in esterni a Venezia per la regia di Enrico Fulchignoni. Durante le riprese di questa ultima lavorazione Arata conosce un giovane aiuto regista, Michelangelo Antonioni, che lo stimola a compiere esperimenti innovativi per quei tempi, come usare obiettivi grandangolari anche nei primi piani per avere il fondo a fuoco, o fotografare il bianco così com'è invece che tinto in rosa o giallo. Tra Arata e Antonioni nasce così un rapporto di stima e amicizia. Stima che spingerà Arata a "raccomandare" Antonioni presso gli Scalera per indurli a mandarlo in Francia come coregista di Marcel Carné, uno dei più importanti registi francesi del periodo, per una coproduzione italo-francese.

Mentre gli eventi bellici per l'Italia si fanno sempre più difficili, Arata collabora con Christian-Jaque nella Carmen, un film che uscirà nelle sale solo nel 1945. Nel 1943 è in Spagna per girare Il matrimonio segreto, diretto da Camillo Mastrocinque con Laura Solari e Nerio Bernardi, un film rimasto incompiuto per il fallimento della casa produttrice. Una testimonianza di Enzo Serafin ci viene in aiuto: «Conobbi Ubaldo Arata in Spagna. [...] Ci trovammo nel settembre del 1943, a lavorare nello stesso studio cinematografico di Aranjuez [...]. [...] Arata stava girando un film di Mastrocinque. Io avrei dovuto girare un film di Matarazzo che stava in fase di preparazione. [...] Qualche tempo dopo, il film di Mastrocinque non era ancora terminato, ma con la caduta del fascismo lo studio di Aranjuez dovette sospendere ogni attività [...]». Un'altra produzione fotografa da Arata in quel periodo in Spagna è invece documentata: si tratta di Dora, la espía diretto da Raffaello Matarazzo (fra gli attori, la diva del muto Francesca Bertini), una produzione italo-spagnola con la Scalera la cui versione italiana però non verrà mai distribuita.
Rientrato a Roma, Arata si rifiuta di accodarsi al "carrozzone" del cinema fascista che, dopo l'8 settembre, è diretto al Nord. La produzione si ferma del tutto, è il periodo dell'occupazione tedesca con il coprifuoco, sono tempi difficili. Arata collabora, a turno con altri direttori della fotografia, a Quartetto pazzo di Salvini un film girato prevalentemente in interni e realizzato quasi alla macchia. Anche la ritirata tedesca e l'arrivo degli americani a Roma sono filmati da Arata insieme ad altri operatori. Lo ricorda Aldo Tonti: « [...] io con altri operatori, che erano Martelli, Arata, Giordani, Craveri, Barboni, ci mettemmo velocemente d'accordo per filmarli [i tedeschi in ritirata] e per filmare gli americani al loro arrivo, dividendoci per quartieri». Molti dei fotogrammi usati ancora oggi nei documentari sull'Italia nella seconda guerra mondiale, specialmente quelli relativi alla ritirata tedesca da Roma, fanno parte del girato di quel gruppo di operatori.

### Roma città aperta
(Roberto Rossellini)
Il 28 settembre 1944 Arata è assunto, come operatore cinematografico, dalla CIS Nettunia per due diversi progetti di cui non si precisa il titolo. Uno riguarda un cortometraggio sotto la regia di Roberto Rossellini, 10 giorni di lavoro a lire 1.000 giornaliere; l'altro un film, sempre sotto la direzione di Rossellini, 60 giorni di lavoro a lire 1.000 giornaliere. Il contratto viene però schedato con l'apposizione di due note scritte a matita: «Ieri 10.000, Domani 60.000».
Ieri-Domani è il primo titolo provvisorio di Roma città aperta. Rossellini, che dalla liberazione di Roma progetta di girare un film, ha trovato un produttore nella persona della contessa Chiara Politi, ex amante del re egiziano Fu'ad e amministratrice delegata della CIS Nettunia. Il regista italiano ha però per le mani solo un soggetto di Alberto Consiglio, La vendetta di Satana, la storia di don Pietro, il parroco di una chiesetta del Prenestino, che prende spunto dalle vicende realmente accadute a don Pietro Pappagallo e a don Giuseppe Morosini. L'intenzione è di realizzare un film in due episodi, un Ieri arricchendo e rielaborando, con l'aiuto di Sergio Amidei, il soggetto di Consiglio, e un Domani un nuovo soggetto che Rossellini si impegna, con la CIS Nettunia, di preparare. La storia produttiva di Roma città aperta prenderà però altre vie: il soggetto Domani non verrà più preso in considerazione: si sceglierà di ampliare il primo soggetto passando così a un nuovo titolo, Storie di Ieri, con la creazione da parte di Amidei del personaggio della Pina, prendendo spunto dalla storia vera di Maria Teresa Gullace. Il titolo definito arriverà solo quando, con tutti i personaggi definiti, ci si accorgerà che essi fanno parte di un luogo ben preciso, Roma, in un periodo ben preciso, lo status di città aperta, e che Storie di Ieri risulta troppo generico.

Durante la lavorazione di Roma città aperta. Sono riconoscibili, da sinistra, Jone Tuzzi (sullo sfondo), Ubaldo Arata, Sergio Amidei e Roberto Rossellini

Roma città aperta rappresenta il caso, forse unico nella storia del cinema, di un'opera dalla genesi tanto avventurosa e tormentata da aver ispirato un romanzo, Celluloide, pubblicato nel 1983 dallo sceneggiatore Ugo Pirro, amico di Amidei. Carlo Lizzani, nel 1996, ne ha firmato una versione cinematografica. Numerose sono state le difficoltà, da quelle finanziarie a quelle per il materiale tecnico, specialmente nel reperimento della pellicola vergine. Anche per l'energia elettrica ci furono problemi: «Si girava di notte, durante il coprifuoco, perché di giorno l'energia elettrica andava e veniva», inoltre anche la tensione, che è insufficiente, è causa di difficoltà, una delle principali, per il lavoro di Arata: «Il povero Arata aveva tutte lampade gialle, che davano tutte una luce gialla, e allora si arrabbiava e si sfogava facendo delle gran risate [...] . E Arata si faceva queste gran risate: "Voglio la luce, non posoooo, nun se vede nienteeeee!». La luce dei proiettori a incandescenza era gialla, perché, appunto a causa della tensione insufficiente, non riusciva a raggiungere l'intensità necessaria per diventare bianca. 

Per quanto riguarda invece il reperimento di pellicola vergine, la ricerca di Rossellini e Arata fu affannosa e spesso si dovettero acquistare dagli americani, o da operatori cinematografici improvvisatisi borsari neri, spezzoni di 20-30 metri ad un costo proibitivo. A confermare tutto ciò è anche una testimonianza di Marcello Gatti, Nastro d'argento nel 1967 per La battaglia di Algeri e nel 1971, che all'epoca non faceva parte della troupe di Roma città aperta, ma che, essendo amico dell'allora assistente di Arata, Gianni Di Venanzo, andava spesso sul set. Secondo Gatti, il suo amico e collega caricava nella pesante Debrie Super Parvo spezzoni di pellicola di varia provenienza che Rossellini e Arata acquistavano da operatori e soprattutto aiuto operatori impegnati in precedenti produzioni. All'epoca, racconta sempre Gatti, era diffusa l'abitudine, fra gli aiuto operatori addetti a caricare e scaricare gli chassis di negativo, specialmente nelle produzioni più "ricche", di mettere da parte (in pratica "rubare") gli avanzi non utilizzati dei rulli di pellicola. Dai caricatori di 300 metri (circa dieci minuti di ripresa) l'avanzo poteva anche essere superiore a cento metri. 

Jone Tuzzi (con la sceneggiatura in mano), Sergio Amidei (con il cappello), Roberto Rossellini e Ubaldo Arata (con la sciarpa al collo) assistono ad una scena con Maria Michi durante la lavorazione di Roma città aperta.

Questi spezzoni venivano poi regalati (a volte), o venduti (più spesso). Data la scarsa reperibilità di negativo, il mercato nero della pellicola era alquanto fiorente a Roma in quel periodo. L'apporto di Arata e dei suoi assistenti risulta quindi fondamentale perché sanno dove e a chi rivolgersi. Come assistenti dell'operatore ovadese ci sono due nomi che entreranno nella storia del cinema, non solo italiano: il già citato Di Venanzo e Carlo Di Palma che, a metà degli anni '80, legherà il proprio nome al mondo poetico di Woody Allen.

Arata è fondamentale anche a lavorazione ultimata. Aldo Venturini, commerciante di stoffe e ultimo, in ordine cronologico, finanziatore del film, si ritrova con debito di undici milioni e non capisce di avere per le mani un capolavoro (come d'altronde nessun altro). L'intercessione di Arata presso Angelo Mosco della casa Minerva-Excelsa permette a Venturini di vendere il film a tredici milioni. Roma città aperta uscirà quindi nelle sale come una produzione Excelsa distribuita dalla Minerva.

### Le ultime collaborazioni
(Tonino Delli Colli)

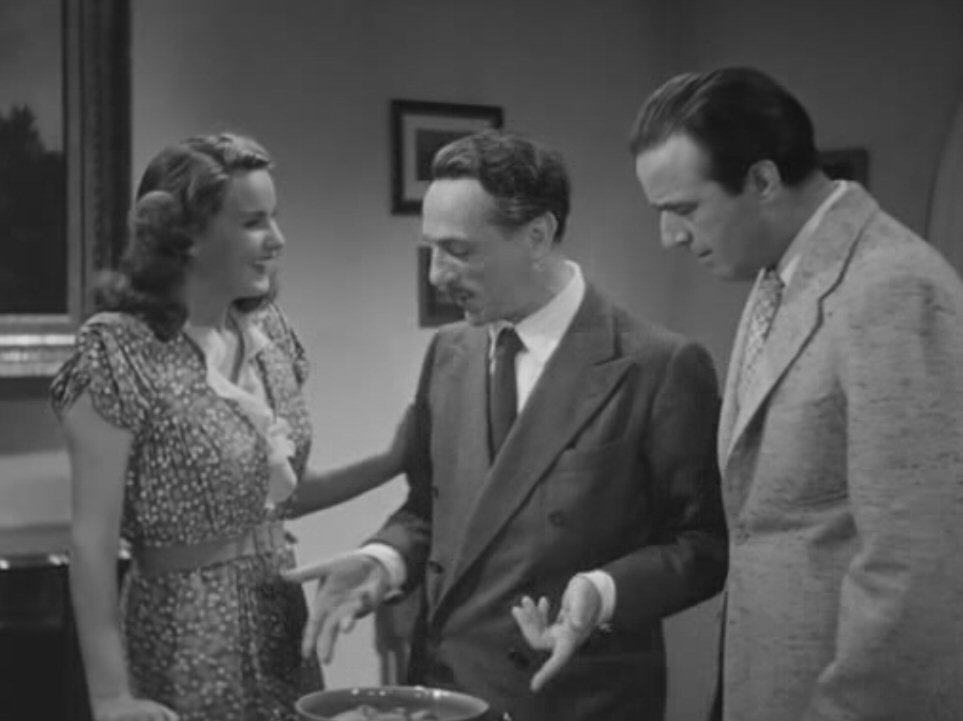
Un fotogramma de La vita ricomincia con Alida Valli, Eduardo De Filippo e Fosco Giachetti

L'innocente Casimiro, uscito nelle sale una quindicina di giorni dopo Roma città aperta, ma forse ultimato prima, è un altro film fotografato da Arata, che con ogni probabilità, per qualche periodo ha diviso il suo lavoro sui due set. Con il titolo provvisorio di Scandalo al collegio è annunciato, sarcasticamente dalla rivista cinematografica Star, come «il primo film della risorgente cinematografia italiana» e si rileva, nell'articolo del critico Silvano Castellani, una preoccupazione su questi progetti entrati in lavorazione «come inizio della tanta auspicata ripresa», alla tentazione cioè di ritornare alla tradizione consolidata, solo a quel genere che aveva garantito il felice rapporto tra il grande pubblico e l'industria cinematografica. Per la regia di Carlo Campogalliani e interpretato da Erminio Macario, Lea Padovani e un giovane Alberto Sordi, il film, in effetti, sfrutta soprattutto il vecchio repertorio dell'attore torinese.

Durante le uscite nelle sale di Roma città aperta e del L'innocente Casimiro, Arata, per la già citata Minerva/Excelsa, lavora alla produzione de La vita ricomincia, film diretto da Mario Mattoli con interpreti Alida Valli, Fosco Giachetti e Eduardo De Filippo, girato fra le strade di una Napoli occupata dagli americani, in una Cassino distrutta, e a Roma. La fotografia, realizzata con mezzi più adeguati rispetto a Roma città aperta, è un ritorno di Arata alla ricchezza della sua gamma chiaroscurale, seppur in una cornice fortemente realista. Roma città aperta e questo mélo neorealista di Mattoli saranno, rispettivamente, i due migliori incassi al botteghino della stagione 1946-47 del cinema italiano. Di produzione Excelsa è anche Il canto della vita con Alida Valli e Carlo Ninchi per la regia di Carmine Gallone, una versione antitedesca della "sedotta e abbandonata", con tanto di ragazza povera che nasconde un partigiano, se ne innamora, ci fa un figlio, ma poi lui la lascia per sposare l'aristocratica di turno.
Chiamato anche melò resistenziale è un sottogenere, nato in quegli anni, di film che utilizzano, come sfondo le vicende belliche per amplificare le tempeste dei sentimenti. Anche Sinfonia fatale, un film fotografato da Arata e uscito nelle sale nel 1947, ne fa parte: storia di una contadinella che aiuta a scappare dai tedeschi un soldato americano di cui si innamora, ma dopo la guerra lui torna a casa dalla moglie e lei, con un figlio tra le braccia, muore di dolore. Precedentemente Arata ha fotografato Clara Calamai ne L'adultera, che per questo film vincerà il Nastro d'argento. Sia per questa produzione che per Sinfonia fatale Arata dirige il giovane operatore di macchina Tonino Delli Colli: «Appena finita la guerra i giovani direttori della fotografia come me, siccome che non c'era lavoro, tornavano alla macchina come operatori. E così mi sono ulteriormente perfezionato con grandi direttori della fotografia, come Brizzi e Arata». Delli Colli, scomparso nel 2005, per il suo contributo a opere come: Il buono, il brutto, il cattivo (1966), C'era una volta il West (1968), C'era una volta in America (1984), Il nome della rosa (1986), La vita è bella (1997), è considerato uno dei migliori direttori della fotografia di sempre.
Successivamente Arata cura la fotografia di due produzioni internazionali, le prime collaborazioni italo-inglesi del secondo dopoguerra. La prima produzione è Teheran, una spy story, diretta dal britannico William Freshmann e da Giacomo Gentilomo, sulle imprese di un giornalista durante la seconda guerra mondiale, prima impegnato a smascherare una ragazza, della quale si era innamorato, che si rileva essere una spia, poi a impedire un attentato a Roosevelt. La seconda, Il richiamo del sangue per la regia di Ladislao Vajda e John Clements con Lea Padovani e Carlo Ninchi.
Una certa notorietà internazionale, grazie alla fotografia di Roma città aperta, è uno dei motivi della scelta di Arata per la fotografia di Cagliostro/Gli spadaccini della serenissima di Gregory Ratoff, il primo esempio di collaborazione italo-americana del dopoguerra. Ingaggiare Arata si rivela però un problema, i numerosi impegni precedenti e qualche problema di salute lo hanno spinto a concedersi un periodo di riposo a Cremolino, un piccolo borgo sulle alture del suo paese natio. Così, nell'estate del 1947, Franco Magli per la Scalera, che distribuirà il film, e che conosce bene il direttore della fotografia, e l'attore principale Orson Welles si recano da Arata per cercare di convincerlo. I due, malgrado le resistenze della moglie, preoccupata per lo stato di salute del marito, avranno successo.
La lavorazione di Cagliostro inizia nell'autunno del '47 a Roma (molti interni saranno girati anche al Quirinale). I ritmi di lavoro si fanno però subito insostenibili, particolarmente per Arata, già debilitato. Così ricorda Tonino Delli Colli: « [...] il rapporto con la troupe americana fu pessimo. Era una lite continua. Loro non consideravano Ubaldo Arata, che era il più importante operatore italiano. Amavano la fotografìa d'effetto ma non rifinita, non artistica e trovavano continuamente da ridire. Siccome in quel periodo Arata cominciava a star male di cuore e non poteva litigare, ci andavo io...». Le riprese continuano ininterrottamente per tre giorni e altrettante notti e, a questo punto, la fibra dell'operatore cede improvvisamente. Colto da malore sul set, Arata è ricoverato d'urgenza in ospedale dove muore poche ore dopo. È il 7 dicembre 1947.
«Si può dire che tutto il mondo cinematografico fosse rappresentato ai funerali dell'operatore Ubaldo Arata» è uno dei commenti giornalistici dell'epoca. Ai funerali, svoltisi il 10 dicembre a Roma nella Chiesa della Natività di via Gallia, partecipa, effettivamente, una buona fetta del cinema italiano dell'epoca. Citiamo solo alcuni nomi: tra i registi De Sica, Rossellini, Blasetti, Camerini, De Santis, Amidei; i colleghi operatori Montuori, Gallea, Brizzi, Tonti, Delli Colli, Garroni; le attrici Isa Miranda, Valentina Cortese, María Mercader; gli attori Brazzi, Lupi, Viarisio, Pepe, Centa. Verrà sepolto al Cimitero del Verano.

## Riconoscimenti

### Premi cinematografici
Mostra del cinema di Venezia
- 1939: Premio per la miglior fotografia di Dernière jeunesse (Ultima giovinezza), regia di Jeff Musso, una coproduzione italo-francese.

Premio internazionale della fotografia cinematografica Gianni Di Venanzo
- 2000: Esposimetro d'oro alla memoria.

## Filmografia

### Lungometraggi

#### Cinema muto
- Il matrimonio di Olimpia, regia di Gero Zambuto (1918)
- Il principe dell'impossibile, regia di Augusto Genina (1918)
- Lo scaldino, regia di Augusto Genina (1919)
- L'innamorata, regia di Gennaro Righelli (1920)
- Zingari, regia di Mario Almirante (1920)
- I tre amanti, regia di Guglielmo Zorzi (1921)
- Il romanzo nero e rosa, regia di Mario Almirante (1921)
- Il fango e le stelle, regia di Pier Angelo Mazzolotti (1921)
- La statua di carne, regia di Mario Almirante (1921)
- Marthú che ha visto il diavolo, regia di Mario Almirante (1921)
- La maschera del male, regia di Mario Almirante (1922)
- La grande passione, regia di Mario Almirante (1922)
- Sogno d'amore, regia di Gennaro Righelli (1922)
- Il controllore dei vagoni letto, regia di Mario Almirante (1922)
- La storia di Clo-Clo, regia di Luciano Doria (1923)
- La piccola parrocchia, regia di Mario Almirante (1923)
- La locanda delle ombre, regia di Baldassarre Negroni e Ivo Illuminati (1923)
- Il fornaretto di Venezia, regia di Mario Almirante (1923)
- I Foscari, regia di Mario Almirante (1923)
- Le sorprese del divorzio, regia di Guido Brignone (1923)
- L'ombra, regia di Mario Almirante (1923)
- L'arzigogolo, regia di Mario Almirante (1924)
- Largo alle donne!, regia di Guido Brignone (1924)
- Transatlantico, regia di Gennaro Righelli (1925)
- Maciste all'inferno, regia di Guido Brignone (1926)
- Beatrice Cenci, regia di Baldassarre Negroni (1926)
- I martiri d'Italia, regia di Domenico Gaido (1927)
- Il vetturale del Moncenisio, regia di Baldassarre Negroni (1927)
- Il carnevale di Venezia, regia di Mario Almirante (1928)
- Gli ultimi zar, regia di Baldassarre Negroni (1928)
- Giuditta e Oloferne, regia di Baldassarre Negroni (1929)
- Manolescu (Manolescu - Der König der Hochstapler), regia di Viktor Turžanskij (1929) (Non accreditato)
- Rotaie, regia di Mario Camerini (1930)

#### Cinema sonoro
- La canzone dell'amore, regia di Gennaro Righelli (1930)
- Corte d'Assise, regia di Guido Brignone (1930)
- Napoli che canta, regia di Mario Almirante (1930)
- Cortile, regia di Carlo Campogalliani (1930)
- Medico per forza, regia di Carlo Campogalliani (1931)
- Il solitario della montagna, regia di Wladimiro De Liguoro (1931)
- Rubacuori, regia di Guido Brignone (1931)
- Pergolesi, regia di Guido Brignone (1932)
- Paradiso, regia di Guido Brignone (1932)
- L'ultima avventura, regia di Mario Camerini (1932)
- La Wally, regia di Guido Brignone (1932)
- La maestrina, regia di Guido Brignone (1933)
- T'amerò sempre, regia di Mario Camerini (1933)
- Cento di questi giorni, regia di Augusto e Mario Camerini (1933)
- Al buio insieme, regia di Gennaro Righelli (1933)
- Il presidente della Ba. Ce. Cre. Mi., regia di Gennaro Righelli (1933)
- Oggi sposi, regia di Guido Brignone (1934)
- Melodramma, regia di Giorgio Simonelli (1934)
- Villafranca, regia di Giovacchino Forzano (1934)
- Luci sommerse, regia di Adelqui Migliar (1934)
- La signora Paradiso, regia di Enrico Guazzoni (1934)
- Frutto acerbo, regia di Carlo Ludovico Bragaglia (1934)
- La signora di tutti, regia di Max Ophüls (1934)
- La marcia nuziale, regia di Mario Bonnard (1934)
- L'albergo della felicità, regia di Giuseppe Vittorio Sampieri (1935)
- Lorenzino de' Medici, regia di Guido Brignone (1935)
- Campo di maggio, regia di Giovacchino Forzano (1935)
- Passaporto rosso, regia di Guido Brignone (1935)
- Aldebaran, regia di Alessandro Blasetti (1935)
- Ginevra degli Almieri, regia di Guido Brignone (1935)
- Una donna tra due mondi, regia di Goffredo Alessandrini (1936)
- Re di denari, regia di Enrico Guazzoni (1936)
- Lo smemorato, regia di Gennaro Righelli (1936)
- Scipione l'Africano, regia di Carmine Gallone (1937)
- Luciano Serra pilota, regia di Goffredo Alessandrini (1938)
- Jeanne Doré, regia di Mario Bonnard (1938)
- La vedova, regia di Goffredo Alessandrini (1939)
- Papà Lebonnard, regia di Jean de Limur (1939)
- Ultima giovinezza, regia di Jeff Musso (1939)
- Processo e morte di Socrate, regia di Corrado D'Errico (1939)
- Rosa di sangue, regia di Jean Choux (1939)
- Il ponte di vetro, regia di Goffredo Alessandrini (1940)
- Ritorno, regia di Géza von Bolváry (1940)
- La donna perduta, regia di Domenico Gambino (1940)
- Tosca, regia di Carl Koch (1941)
- Il re si diverte, regia di Mario Bonnard (1941)
- È caduta una donna, regia di Alfredo Guarini (1941)
- Arriviamo noi!, regia di Amleto Palermi (1942)
- Una signora dell'Ovest, regia di Carl Koch (1942)
- Perdizione, regia di Carlo Campogalliani (1942)
- I due Foscari, regia di Enrico Fulchignoni (1942)
- Il matrimonio segreto, regia di Camillo Mastrocinque[80]) (1943)
- Dora, la espía, regia di Raffaello Matarazzo (1943)[54]
- Quartetto pazzo, regia di Guido Salvini (1945)a[81]
- Carmen, regia di Christian-Jaque (1945)
- Roma città aperta, regia di Roberto Rossellini (1945)
- La vita ricomincia, regia di Mario Mattoli (1945)
- L'innocente Casimiro, regia di Carlo Campogalliani (1945)
- Il canto della vita, regia di Carmine Gallone (1945)
- L'adultera, regia di Duilio Coletti (1946)
- Sinfonia fatale, regia di Victor Stoloff (1946)
- Teheran, regia di Giacomo Gentilomo (1946)
- Il richiamo del sangue, regia di Ladislao Vajda (1948)
- Cagliostro, regia di Gregory Ratoff (1949)

### Cortometraggi
- Ninna nanna delle dodici mamme, regia di Mario Almirante (1930)
- Giardini che vivono, regia di Giuseppe Forti (1930)
- Il Natale del bebè, regia di Carlo Campogalliani (1931)
- Assisi, regia di Alessandro Blasetti (1932)
- Il ventre della città, regia di Francesco Di Cocco (1933)
- Miniere di Cogne, Val d'Aosta, regia di Marco Elter (1933)
- Zara, regia di Ivo Perilli (1933)
- Cantieri dell'Adriatico, regia di Umberto Barbaro (1933)
- Fori imperiali, regia di Aldo Vergano (1933)